# Philodromus xinjiangensis
Philodromus xinjiangensis este o specie de păianjeni din genul Philodromus, familia Philodromidae, descrisă de Tang și Song, 1987. Conform Catalogue of Life specia Philodromus xinjiangensis nu are subspecii cunoscute.